# Stibara nigricornis
Stibara nigricornis es una especie de escarabajo longicornio del género Stibara, tribu, Saperdini, subfamilia Lamiinae. Fue descrita por Fabricius en 1781.

## Descripción
Mide 14-27 mm de longitud.

## Distribución
Se distribuye por Asia: India y Sri Lanka.